# Oxychilus yartanicus
Oxychilus yartanicus es una especie de molusco gasterópodo pulmonado de la familia Oxychilidae.

## Distribución geográfica
Es endémica del este de Mallorca (España).  